# Моя Кармен
«Моя Кармен» — радянський фільм-опера 1976 року, знятий режисером Віктором Окунцовим на студії «Лентелефільм».

## Сюжет
Фільм-опера за новелою Проспера Меріме на музику Жоржа Бізе.

## У ролях
- Олена Образцова — Кармен
- Володимир Атлантов — головна роль
- Ернст Романов — головна роль
- М. Дворкін — головна роль

## Знімальна група
- Режисер — Віктор Окунцов
- Сценарист — Лев Мархасьов
- Оператор — Георгій Коновалов
- Художник — Лариса Луконіна